# Volkoderi
Volkoderi (makedonska: Волкодери) är en ort i Nordmakedonien. Den ligger i kommunen Resen, i den sydvästra delen av landet, 120 kilometer söder om huvudstaden Skopje. Antalet invånare 2002 var 114.[källa behövs] Orten ligger vid Prespasjön.